# 3541 Грем
3541 Грем (3541 Graham) — астероїд головного поясу, відкритий 18 червня 1984 року.
Тіссеранів параметр щодо Юпітера — 3,473.